# Pinkus Szenicer

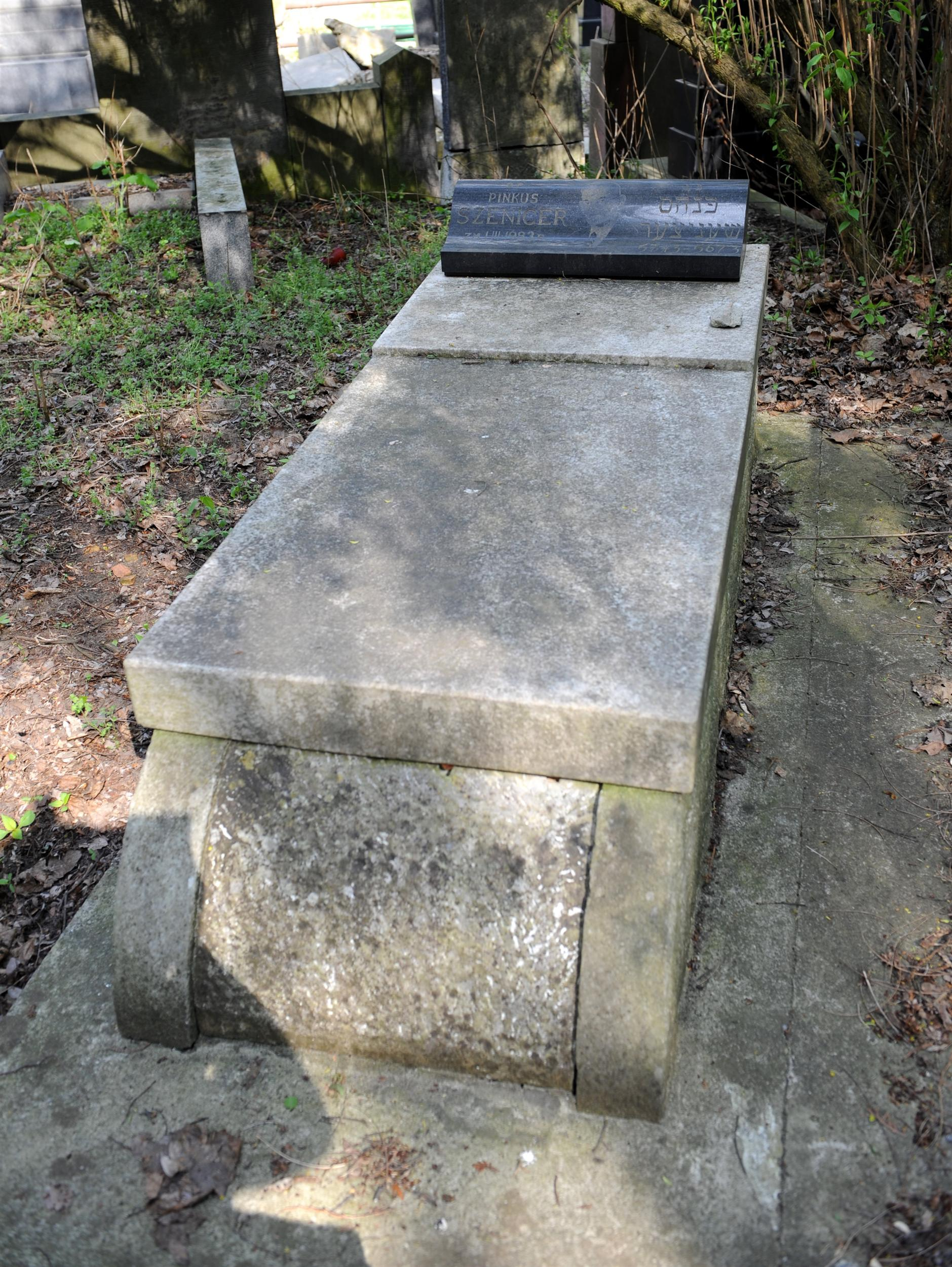
Grób Pinkusa Szenicera na cmentarzu żydowskim w Warszawie

Pinkus Szenicer (ur. 1912 w Warszawie, zm. 1 marca 1983 w Warszawie) – wieloletni opiekun cmentarza żydowskiego w Warszawie, ojciec Bolesława Szenicera.

## Życiorys
Urodził się w Warszawie w biednej żydowskiej rodzinie robotniczej. Osierocony jako sześciolatek początkowo wychowywał się w Domu Sierot Janusza Korczaka. Z zawodu był murarzem, szklarzem, kładł dachy. Przed wybuchem wojny mieszkał w kamienicy przy ulicy Ludwika Zamenhofa. Sympatyzował z Polską Partią Socjalistyczną.
Po wybuchu II wojny światowej brał udział w obronie Warszawy. Za nielegalne przekroczenie granicy radzieckiej w grudniu 1939 został zesłany na Syberię. W 1942 przymusowo został wcielony do Armii Czerwonej, z którą przeszedł cały szlak bojowy i w 1945 dotarł pod Warszawę. Podczas walk został ciężko ranny – miał dwie rany głowy i naruszone kości czaszki.
Po rekonwalescencji powrócił na stałe do stolicy. Nikt z jego najbliższej rodziny nie przeżył wojny. Jako brygadzista jednej z grup odbudowujących stolicę, brał udział w budowie dzielnicy Muranów. W 1950 za zasługi dla odbudowy Warszawy, z okazji święta 1 Maja prezydent Bolesław Bierut wręczył mu dyplom zasługi i klucze do mieszkania na Powiślu. W 1960 został oficjalnym opiekunem cmentarza żydowskiego przy ulicy Okopowej w Warszawie, którą to funkcję piastował do śmierci w 1983. 
W 1983 Telewizja Polska zealizowała film dokumentalny Żydowski grabarz w reżyserii Krzysztofa Juśkiewicza, opowiadający o życiu Pinkusa Szenicera, który także wprowadza odbiorcę w świat obyczajów, tradycji i wierzeń społeczności żydowskiej w stolicy Polski.
Pinkus Szenicer pochowany jest na cmentarzu żydowskim przy ulicy Okopowej w Warszawie (kwatera 10).

## Rodzina
Żoną Pinkusa Szenicera była Tamara Nowicka (ur. 22 stycznia 1922, zm. 30 czerwca 1977), córka Abrama i Sary. Okres wojny przeżyła dzięki pomocy Franciszki Skibińskiej, która pracowała w domu jej rodziców. Mieli trzech synów: Abrama, który w 1969 wyemigrował do Izraela, Bolesława (ur. 1952), który został jego następcą na stanowisku opiekuna cmentarza oraz Czesława (1957–1960), który zmarł przedwcześnie z powodu wady serca.